# Frederick Russell Burnham
Frederick Russell Burnham, DSO, nació en Tivoli, Minnesota, EE. UU., dentro de territorio sioux, el 11 de mayo de 1861 y murió en Three Rivers, California, el 1 de septiembre de 1947. Fue un explorador militar estadounidense, el Jefe de los Scouts (Fuerzas especiales) bajo las órdenes de Lord Roberts durante la segunda guerra bóer y un gran viajero. Se le conoce mejor por haber prestado servicio en el ejército colonial británico y por haber enseñado scouting a Robert Baden-Powell, es decir una combinación de fieldcraft (destreza en áreas silvestres o naturales), espionaje y reconocimiento militar en áreas agrestes. Elementos que servirían en su momento como tema central para el movimiento conocido entonces como los Boy Scouts (es decir escultismo), siendo esta una de las influencias más notables del fundador del escultismo.

## Escultismo
Estando en la Segunda Guerra Matabele en Rodesia en 1896 Baden-Powell comenzó una amistad con el Jefe de los Scouts en el ejército colonial británico, el conocido scout americano Burnham. Esto era una experiencia formativa para él. Como Burnham, Baden-Powell era un explorador militar y muchas de sus ideas relativas al escultismo se arraigaron aquí. Burnham que dio a conocer a Baden-Powell sobre las costumbres de los vaqueros y los indios del oeste americano y del woodcraft (vida en campaña) y el fieldcraft (destreza en áreas agrestes y naturales) elementos que posteriormente constituirían parte de las bases pedagógicas del escultismo para muchachos; fue aquí que Baden-Powell se familiarizó con él usó del sombrero Stetson, acostumbrado por el Mayor Burnham, a la vez que planteó su visión de un programa de formación scout para muchachos. Baden-Powell se convirtió en un amigo de toda la vida, además de ser un admirador de Burnham. La amistad surgida entre los dos, resultó años después en la formulación didáctica del escultismo. Mantuvo su gran amistad com Baden Powell a quien ayudó a la introducción del Escultismo en los Estados Unidos.

### Reconocimientos
En 1927, los Boy Scouts de América nombraron a Burnham «Scout de Honor», una nueva categoría Scout creada ese mismo año. Esta distinción estaba destinada a los "ciudadanos cuyos logros en la actividad al aire libre, la exploración y la aventura fuesen de carácter tan excepcional como para capturar la imaginación de los niños...". Los otros dieciocho hombres que se adjudicaron esta distinción fueron: Roy Chapman Andrews, Robert Bartlett; Lincoln Ellsworth, Richard E. Byrd, George Krück Cherrie; James L. Clark, Merian C. Cooper, Louis Agassiz Fuertes; George Grinnell Aves; Charles Lindbergh; Donald Baxter MacMillan; Clifford H. Papa; George Palmer Putnam, Kermit Roosevelt, Carl Rungius; Stewart Edward White, Orville Wright. Por su notable y extraordinario servicio para el movimiento Scout, a Burnham se le otorgó la más alta condecoración dada por los Boy Scouts de América, el Premio Búfalo de Plata, en 1936.
En su libro Arriesgándose (Taking Chances), 1944, Burnham describe su primer encuentro, cuando con Baden-Powell exploraron las Colinas de Matobo. También describe un evento histórico poco conocido e interesante, la dedicación al Montañismo por parte de Baden-Powell en las Sierras en 1931. Por su amistad con Baden Powell y la igualdad en el mundo de la exploración y conservación, Burnham es honrado con la dedicación de la cima contigua, el Monte Burnham, fue en 1951.

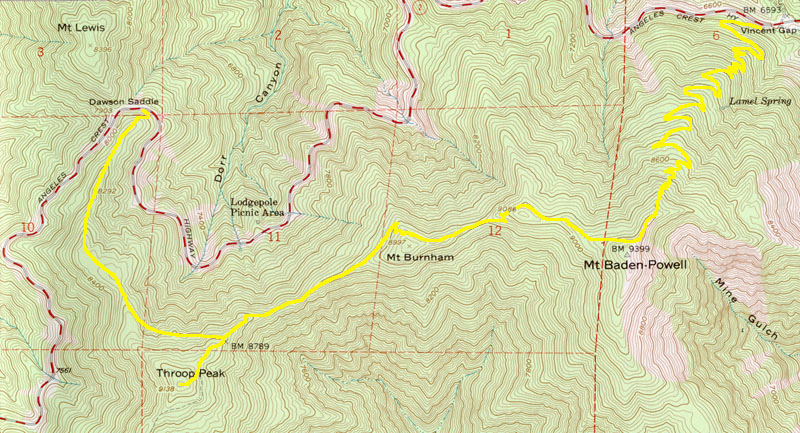
Trinha que conecta el monte Burnham para monte Baden-Powell

## Primera guerra Matabele
La Primera guerra Matabele en 1893, cuando la Compañía Británica de Sudáfrica entró en guerra con el rey Lobengula de la tribu Matabele, fue gran prueba de Burnham en África. Leander Starr Jameson, más conocido por su participación en el Jameson Raid, tenía la esperanza de derrotar a los Matabele rápidamente mediante la captura de Lobengula en su ciudad real de Bulawayo. Burnham y un pequeño grupo de exploradores fueron enviados como avanzadilla para informar sobre la situación en Bulawayo. Mientras en las afueras de la ciudad los Matabele quemaron y destruyeron todo a la vista. En el momento en que las tropas de la Compañía Británica habían llegado a la fuerza, Lobengula y sus guerreros habían huido y no quedaba poco de la vieja Bulawayo.

### Patrulla Shangani
Una de las batallas más notables fue la Patrulla Shangani en diciembre de 1893 en el que un grupo de 34 soldados de la Compañía Británica fue emboscado por más de 3000 guerreros. Uno de los tres sobrevivientes del grupo era Burnham. En su libro Scouting on Two Continents, Burnham lo recordó así:
Comandante Wilson se dirigió a mi y me pregunto si creía que podía apresurarme hacia la columna principal. Un explorador en un buen caballo podía tener una oportunidad de éxito, ya que en conjunto la patrulla no tendría ninguna opción. Era una esperanza loca, y pensé que era solo una pregunta, pero dije que lo intentaría, mientras a pedria que un hombre viniera conmigo. Un hombre llamado Gooding dijo que él estaba deseoso acompañarme, y también escogí a Pete Ingram porque nosotros habíamos estado juntos muchas aventuras, y pensé que nosotros también podíamos vivir juntos esta última.

Comandante Wilson le gritó: 
¡Dígale a comandante Forbes que venga immediatamente, si no, estamos perdidos! Después de tres horas y media a caballo, llegamos (Burnham, Ingram y Gooding) al río Shangani y nos pareció como un diluvio de doscientos pasos de ancho. El río por la noche había crecido cuatro pies (1,2 m) de alto por la lluvia. Nosotros no creíamos posible que nuestros caballos pudieran cruzarlo nadando, absolutamente agotados como estaban, pero no teníamos otra opción, simplemente teníamos que atravesarlo y nos decidimos a intentarlo. Con sus cabezas y las nuestras escasamente sobresaliendo por encima del agua, nadando y flotando, pasamos al otro lado. Quinientos pasos a nuestra izquierda estaban varios cientos de matabele. Nos miraron fijamente, con una sorpresa absoluta, mientras supongo preguntándose si nosotros éramos del grupo anterior o nuevos refuerzos. En la desesperación nosotros pasamos nuestros caballos calladamente a lo largo, delante de ellos, no prestándoles atención. Nosotros habíamos recorrido un poco de distancia de esa manera, y nadie nos siguió detrás, por fin un hombre nos disparó; y muchos más comenzaron a disparanos desde lejos. Realizamos el último galope y en unos minutos estuve con mi silla de montar cerca de comandante Forbes. Cuando comandante Forbes me preguntó: dónde estaba el resto, respondí: Señor, me temo que somos los únicos sobrevivientes de la patrulla.

## Klondike
Después de la Segunda Guerra Matabele, Burnham decidió que era hora de salir de África y pasar a otras aventuras. En 1898, él y su hijo mayor, Roderick, que entonces tenía 12 años de edad, viajaron a los territorios de Alaska y el Yukón de prospección en la fiebre del oro de Klondike. Allí recibió la invitación de Theodore Roosevelt de unirse a la guerra hispano-estadounidense, pero cuando llegó, y para su pesar, ya había finalizado con la victoria de los Estados Unidos.

## Segunda guerra bóer

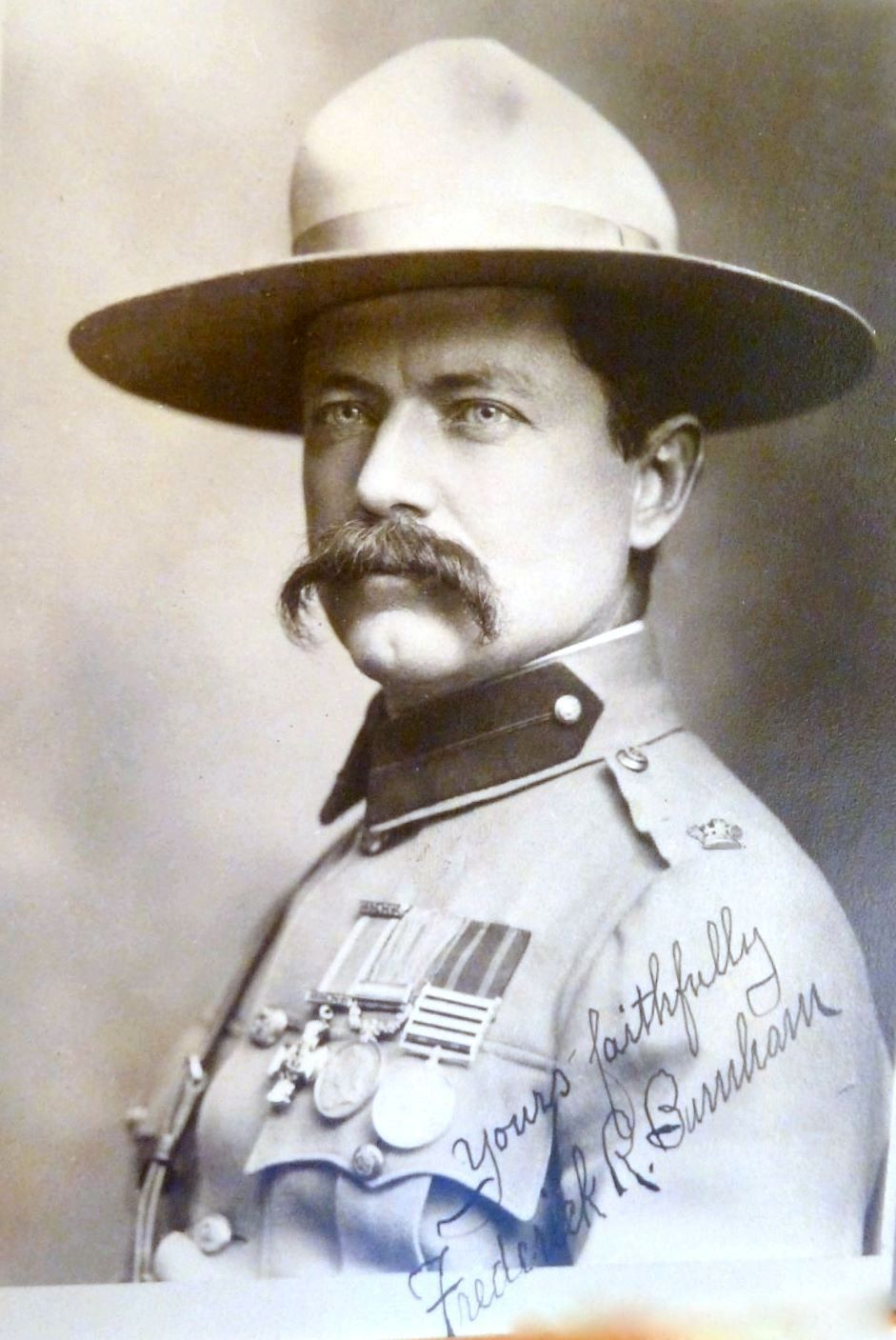
Mayor Burnham, 1901

Mientras estaba de prospección en Skagway, Alaska, Burnham recibió el siguiente telegrama en enero de 1900: Lord Roberts lo nombra en su séquito personal, como Jefe de los Scouts. Si acepta, ven de la forma más rápida posible. Lord Roberts, mariscal de campo británico, fue uno de los más hábiles estrategas de la Era Victoriana y nombrado comandante en jefe de las fuerzas británicas que luchaban en la Guerra anglo-bóer.
Lord Roberts le dio una comisión y el grado de capitán, algo inusual para un extranjero. Burnham llegó al frente, justo antes de la Batalla de Paardeberg. Durante la guerra, él pasó mucho tiempo detrás de las líneas Bóer recopilando información y volando puentes de ferrocarril y vías. Fue capturado dos veces y se escapó dos veces, pero fue desactivado por un tiempo por la gravedad de sus heridas. El 2 de junio de 1900, por la noche tratando de volar el puente Pretoria–Delagoa Bay, línea ferroviaria en Bronkhorstspruit, a 20 millas (32 kilómetros) al este de Pretoria, un enlace vital con el mar, Burnham estaba rodeado por un grupo de Bóeres y podía haberse salvado si escapaba rápido. Casi había escapado cuando una bala dio en su caballo, se estrelló contra el suelo muerto, aplastando a Burnham y dejándolo sin sentido. Él continuó en un estado de aturdimiento por casi un día y cuando volvió en sí se encontró con que amigos y enemigos se habían marchado. Aunque sigue sufriendo la agonía más aguda, Burnham heroicamente se arrastró de nuevo a la vía férrea, colocó sus explosivos y explotó la línea en dos lugares. Se arrastró a un corral vacío y se quedó allí durante dos días insensible. Al oír el sonido de los disparos lejanos, Burnham se arrastró hacia el lugar de donde venían. Para entonces fue recogido por una patrulla amiga y llevado a Pretoria.
Los cirujanos descubrieron que en su caída Burnham había desgarrado los músculos del estómago y se cortó un vaso sanguíneo. Los médicos le aseguraron que su supervivencia se debió al hecho de que había estado sin comida durante tres días. Las lesiones de Burnham eran tan graves que Lord Roberts le ordenó ir a Inglaterra. Dos días antes de viajar a Londres, fue ascendido al rango de mayor.
A su llegada a Inglaterra, le ordenaron ir a cenar con la reina Victoria y pasar la noche en Osborne House. Unos meses más tarde, después de la muerte de la reina, el rey Eduardo VII condecoró personalmente Burnham con la Medalla de la Reina de África, con cuatro barras por las batallas en Driefontein (10 de marzo de 1900), Johannesburgo (31 de mayo de 1900), Paardeberg (17-26 de febrero de 1900), y la Colonia del Cabo (11 de octubre de 1899 hasta 31 de mayo de 1902), además de la cruz de la Orden del Servicio Distinguido, la segunda condecoración más alta en el ejército británico, por su heroísmo en Pretoria (2-5 de junio de 1900). Burnham había sido seleccionado para la Cruz de la Victoria, la más alta condecoración militar de Gran Bretaña, pero se le negó al no renunciar a su ciudadanía estadounidense, un requisito indispensable en ese momento. Sin embargo, Burnham recibió los premios más altos de cualquier estadounidense que sirvió en la segunda guerra bóer.
Los soldados más destacados de Burnham durante la segunda guerra bóer fueron los Scouts Lovat, un regimiento de las Highlands escocesas, a quien describió como “la mitad lobo y mitad conejo." Estos exploradores fueron entrenados en las artes de tiro, sabotajes con embarcacionesy tácticas de campo, se convirtió en la primera unidad británica en utilizarlo para camuflar a sus francotiradores e introdujeron el ghillie. Después de la guerra, este regimiento se convirtió en la 1.ª unidad de Francotiradores del ejército británico.

## Sindicato Británico de África Oriental
En abril de 1903, Burnham por entonces director del Sindicato Británico de África Oriental, envió una expedición consistente en John Weston Brooke, John Charles Blick, Bittlebank, y Brown, para evaluar la riqueza mineral de África Oriental Británica. El grupo, conocido como «las cuatro B's», viajó desde Nairobi por el monte Elgon hacia el norte, hasta las costas occidentales del lago Rudolph, y experimentó numerosas privaciones de comida y agua, así como el peligro de encontrarse con nativos Masái. Con la llegada en 1903 de cientos de posibles colonos, principalmente desde Sudáfrica, surgieron dudas sobre la conservación de los pastos Masái, y se decidió no contemplar nuevas solicitudes por grandes extensiones de terreno.

## La Primera Guerra Mundial
Justo después de que los Estados Unidos entrasen en la guerra contra los Imperios Centrales, el Congreso estadounidense dio a Theodore Roosevelt la autorización para levantar a cuatro divisiones de Rogh Riders. Roosevelt inmediatamente seleccionó a dieciocho oficiales, incluyendo su amigo Frederick Russell Burnham, para levantar una división de infantería de voluntarios, comenzando a cartearse con Newton D. Baker, Secretario de Guerra. Después de varios meses, muchos hombres más se unieron a los voluntarios de la Primera Guerra Mundial de Roosevelt, pero Baker rechazó ofrecer cualquier ayuda o dirección a la nueva unidad. Frustrado, Roosevelt telegrafió al presidente Woodrow Wilson solicitándole su ayuda; sin embargo, como comandante en jefe, Wilson rechazó el alistamiento de los voluntarios y Roosevelt disolvió la unidad.

## Medallas militar y condecoraciones

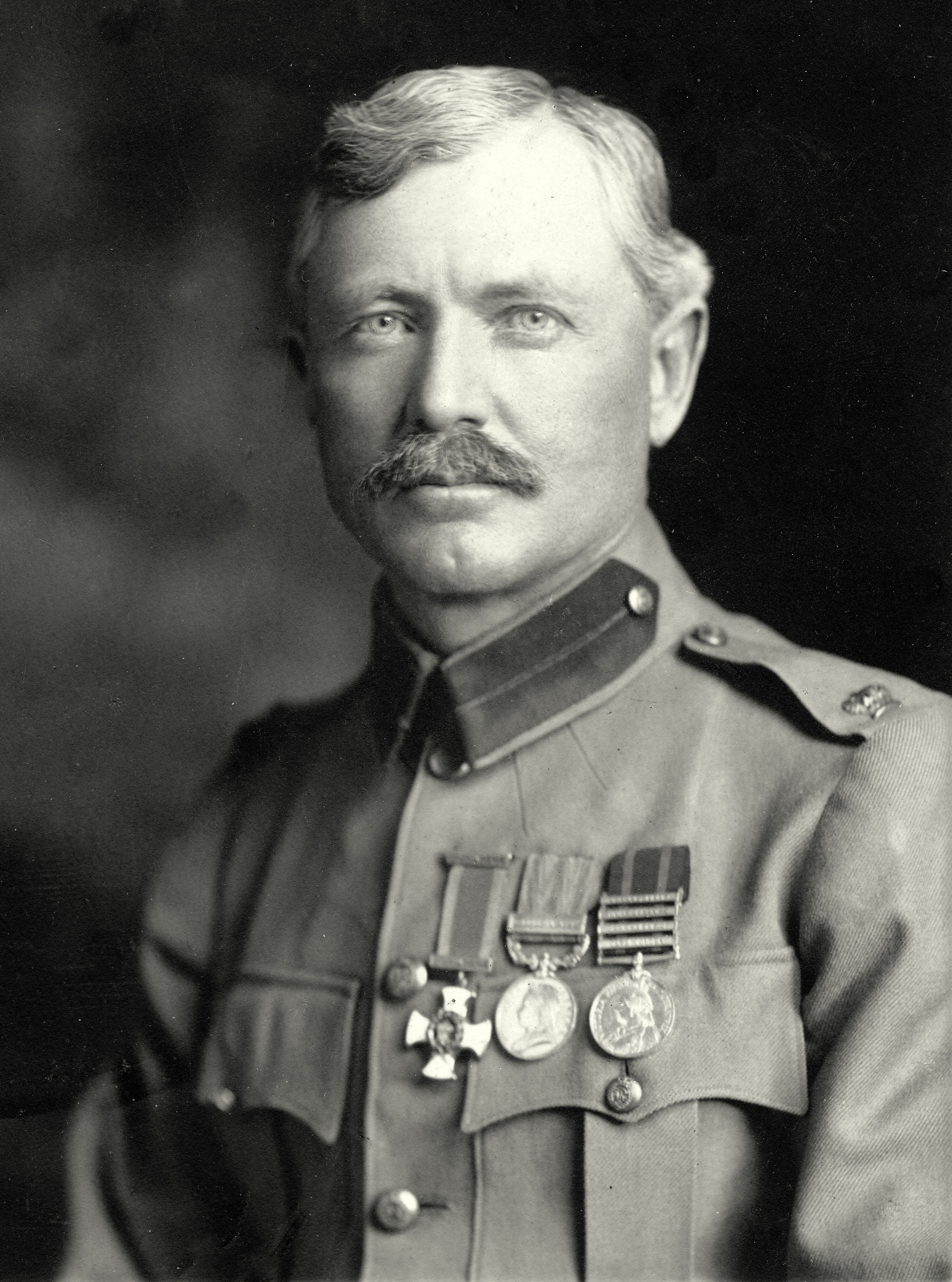
Mayor Burnham

- 1893 - British South Africa Company Medal – Reino Unido.
- 1900 – Orden del Servicio Distinguido (DSO) – Reino Unido.
- 1900 – Queen's South Africa Medal – Reino Unido.
- 1927 - Honorary Scout - Escotismo, EE. UU.
- 1933 - Los gonfotéridos Serbelodon burnhami (ahora Amebelodon burnhami) se descubrió y nombró por Frederick Russell Burnham.[12]
- 1936 – Silver Buffalo Award – Escotismo, EE. UU.
- 1951 – Mount Burnham – California, EE. UU.

## Libros y artículos publicados
- Scouting on Two Continents. Autobiografía. LC call number: DT775.B8 (1926) (inglés)
- Fra Alaska Til Kap: Pionerliv i Amerikas minelejre og på Sydafrikas højsletter (1929) (danés)
- Skautem ve dvou zemědílech. Díl 2 / Frederick Russell Burnham ; Přeložil a upravil H. Jost (1930) (checo)
- Scouting Against the Apache, artigo publicado en el libro: The Boy Scout's Book of True Adventure, Fourteen Honorary Scouts, with foreword by Theodore Roosevelt and biographical notes by James E. West. Published by G. P. Putnam's Sons, New York. LC call number: G525.B77 (1931) (inglés)
- Taps for the Great Selous, artigo publicado en el libro: Hunting Trails on Three Continents, Grinnell, George Bird, Kermit Roosevelt, W. Redmond Cross, and Prentiss N. Gray (editores). A Book of the Boone and Crockett Club. New York: The Derrydale Press, (1933) (inglés)
- Taking Chances. Autobiografía. LC call number: DT29.B8. (1944) (inglés)

## Libros y artículos notables sobre Burnham

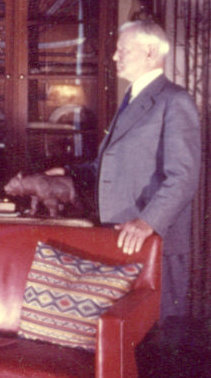
Burnham, Hollywood, c.1930

- Real Soldiers of Fortune. de Richard Harding Davis. LC call number: CT105.D35 1906a. LCCN: 06042911 (1906) (inglés)

Edición electrónica libre de Real Soldiers of Fortune en el Proyecto Gutenberg (inglés)
- The Boys' Own Book of Adventurers, de Albert Britt. Un capítulo sobre Burnham: Burnham, the Last of the Scouts. LC call number: G525.B85 (1923) (inglés)
- Folks Ushud Know; Interspersed with Songs of Courage, de Lee Shippey y A. L. Ewing. Un capítulo sobre Burnham, pp. 23 (1930) (inglés)
- He-who-sees-in-the-dark; the boys' story of Frederick Burnham, the American scout, de James E. West y Peter O. Lamb; ilustrado por Baden-Powell. LC call number: PZ9.W41 He. (1932) (inglés)
- Greatest Scout. R. R. Money, Blackwood's Magazine, v291, p. 42-52, ISSN 0006-436X (enero de 1962) (inglés)
- Tonto Basin Feud. R. R. Money, Blackwood's Magazine, v291, p. 330-41, ISSN 0006-436X (abril de 1962) (inglés)
- Major Burnham of the Shangani Patrol, artigo de J. P. Lott, Rhodesiana Magazine (septiembre de 1976) (inglés)
- Major F. R. Burnham, D.S.O., artigo de J. P. Lott, Rhodesiana Magazine, #36. (marzo de 1977) (inglés)
- An American family on the African frontier: the Burnham family letters, 1893-1896, editado por Mary y Richard Bradford. LC call number: DT1850.A64 1993. (1993) (inglés)
- Burnham: King of Scouts, de Peter van Wyk. ISBN 1-4120-0901-4. (2003)
- "American Hippopotamus," de Jon Mooallem. (2013). (inglés)
- "A Splendid Savage: The Restless Life of Frederick Russell Burnham," de Steve Kemper. ISBN 978-0393239270. (2016) (inglés)
- "Cómo dos espías y un congresista estuvieron a punto de remplazar la carne de vaca por la de hipopótamo como plato en la dieta de Estados Unidos," infobae, (8 de agosta de 2016)

## Película
- The Shangani Patrol, una película de David Millin. Shangani Patrol fue un grupo de 34 colonialistas rhodesianos que murieron en la batalla cerca del río Shangani en Rhodesia en 1893. Burnham fue escotero militar, uno de los dos que sobrevivió la batalla. Filmado en Rodesia. National Film, Video and Sound Archives Archivado el 7 de marzo de 2022 en Wayback Machine., Pretoria, República de Sudáfrica; Internet Movie Database (1970)
- The Shangani Patrol  (filme) David Millin.